# Malayan Nature Journal
Malayan Nature Journal (abreviado Malayan Nat. J.) es una revista con ilustraciones y descripciones botánicas que es editada en Kuala Lumpur desde el año 1940. La publicación estuvo suspendida en los años 1941-1947.